# Буценко Микола Валерійович
Буценко Микола Валерійович (нар. 20 червня 1991) — український боксер-аматор. Срібний призер чемпіонату Європи (2013), бронзовий призер чемпіонату світу (2013), чемпіон України. Брав участь у Світовій серії боксу протягом трьох сезонів до 2016 року у складі команди Українські отамани. Випускник факультету цивільної та господарської юстиції Національного університету «Одеська юридична академія».

## Аматорська кар'єра
У червні 2021 року Буценка було кваліфіковано для участі в літніх Олімпійських іграх в Токіо від України. Окрім нього, до чоловічої сітки представників України було включено Ярослава Харциза, Євгена Барабанова, Олександра Хижняка, Цотне Рогаву, до жіночої сітки увійшла Ганна Лисенко.

## Світова серія боксу
Виступав протягом 3,4 та 5 сезону за українську команду «Ukraine Otamans», де здобув 6 перемог, та зазнав 5 поразок. 
| Перемога | «D&G Italia Thunder»    | Даніеле Лімоне                | WP (3:0) | 8 лютого 2013   | Бровари    |            |  |  |  |
| Перемога | «Azerbaijan Baku Fires» | Гаірбек Гермаханов            | WP (3:0) | 22 березня 2013 | Київ       | 1/4 фіналу |  |  |  |
| Поразка  | «Astana Arlans»         | Мірас Жакупов                 | WP (3:0) | 11 травня 2013  | Астана     | Фінал      |  |  |  |
| Поразка  | «D&G Italia Thunder»    | Хедафі Джелхір                | WP (3:0) | 13 грудня 2013  | Бровари    |            |  |  |  |
| Перемога | «German Eagles»         | Едгар Вальт                   | KO 2     | 8 березня 2014  | Франкфурт  |            |  |  |  |
| Поразка  | «Russian Boxing Team»   | Володимир Нікітін             | WP (3:0) | 31 березня 2014 | Москва     | 1/4 фіналу |  |  |  |
| Перемога | «Mexico Guerreros»      | Серхіо Чіріно Альфредо Свнчес | WP (3:0) | 16 січня 2015   | Київ       |            |  |  |  |
| Поразка  | «China Dragons»         | Джінхао Діао                  | WP (3:0) | 30 січня 2015   | Санья      |            |  |  |  |
| Перемога | «Algeria Desert Hawks»  | Фахем Хаммачі                 | WP (3:0) | 13 лютого 2015  | Бліда      |            |  |  |  |
| Перемога | «British Lionhearts»    | Кайс Ашфак                    | TKO 5    | 12 березня 2015 | Лондон     |            |  |  |  |
| Поразка  | «Morocco Atlas Lions»   | Мохаммед Хамут                | TKO 4    | 27 березня 2015 | Касабланка |            |  |  |  |

## Спортивні досягнення

### Міжнародні аматорські
- 2019 —  Срібний призер II Європейських ігор у легшій вазі (до 56 кг)
- 2017 —  Срібний призер чемпіонату Європи  у легшій вазі (до 56 кг)
- 2013 —  Бронзовий призер чемпіонату світу у легшій вазі (до 56 кг)
- 2013 —  Срібний призер чемпіонату Європи  у легшій вазі (до 56 кг)

### Регіональні аматорські
- 2018 —  Чемпіон України у легшій вазі (до 56 кг)
- 2016 —  Чемпіон України у легшій вазі (до 56 кг)
- 2015 —  Чемпіон України у легшій вазі (до 56 кг)
- 2014 —  Чемпіон України у легшій вазі (до 56 кг)
- 2012 —  Чемпіон України у легшій вазі (до 56 кг)
- 2011 —  Бронзовий призер чемпіонату України у легшій вазі (до 56 кг)
- 2010 —  Срібний призер чемпіонату України у легшій вазі (до 54 кг)
- 2009 —  Чемпіон України у найлегшій вазі (до 51 кг)

## Державні нагороди
- Орден «За заслуги» III ст. (15 липня 2019) —За досягнення високих спортивних результатів ІІ Європейських іграх у м.Мінську (Республіка Білорусь), виявлені самовідданість та волю до перемоги, піднесення міжнародного авторитету України[5]